# Casa Peguera
La Casa Peguera era un edifici situat a la Plaça de Santa Anna, 6 (actualment Avinguda del Portal de l'Àngel, 11-13) de Barcelona, actualment desaparegut.

## Història

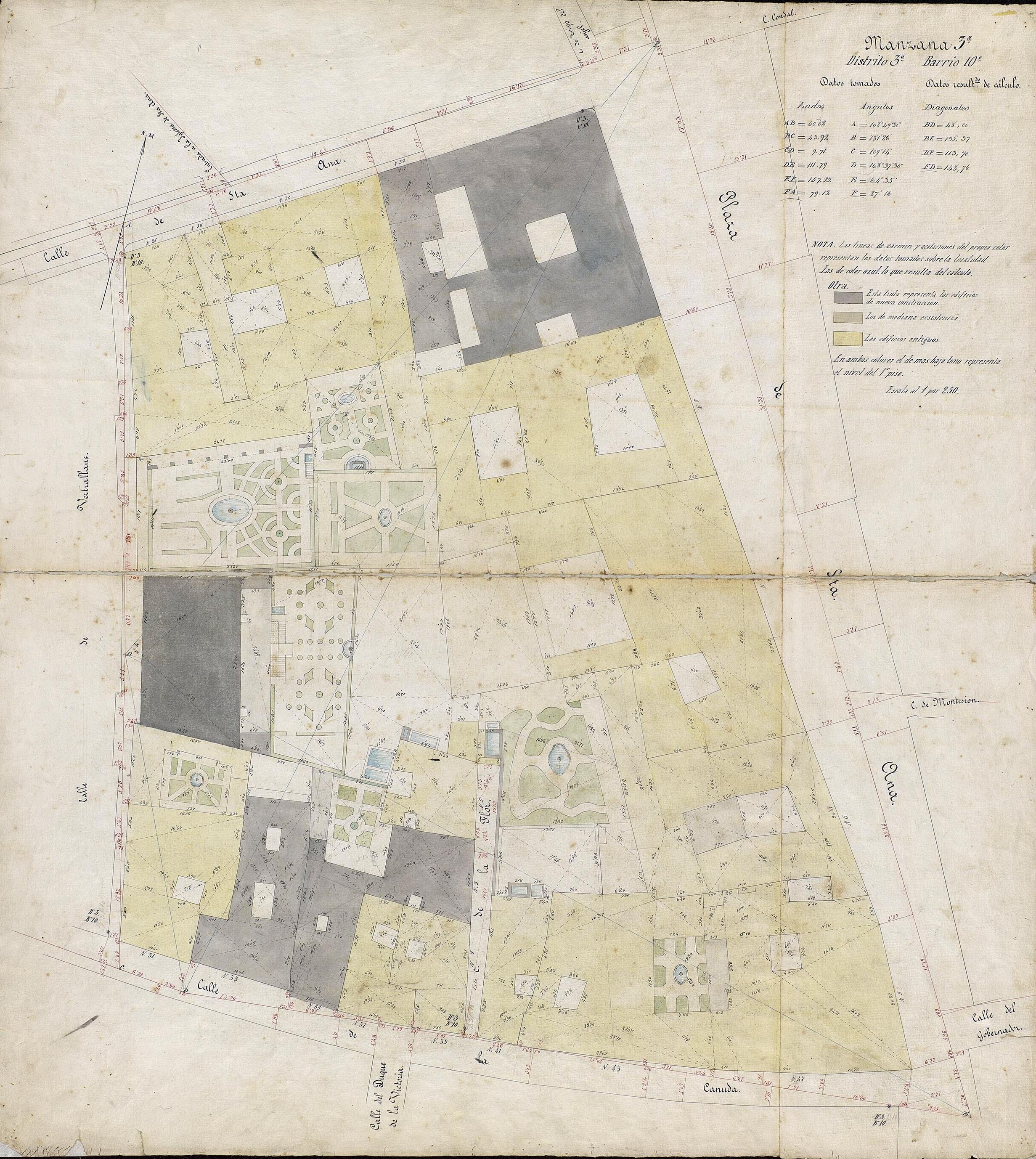
Quarteró núm. 68 de Garriga i Roca (c. 1860)

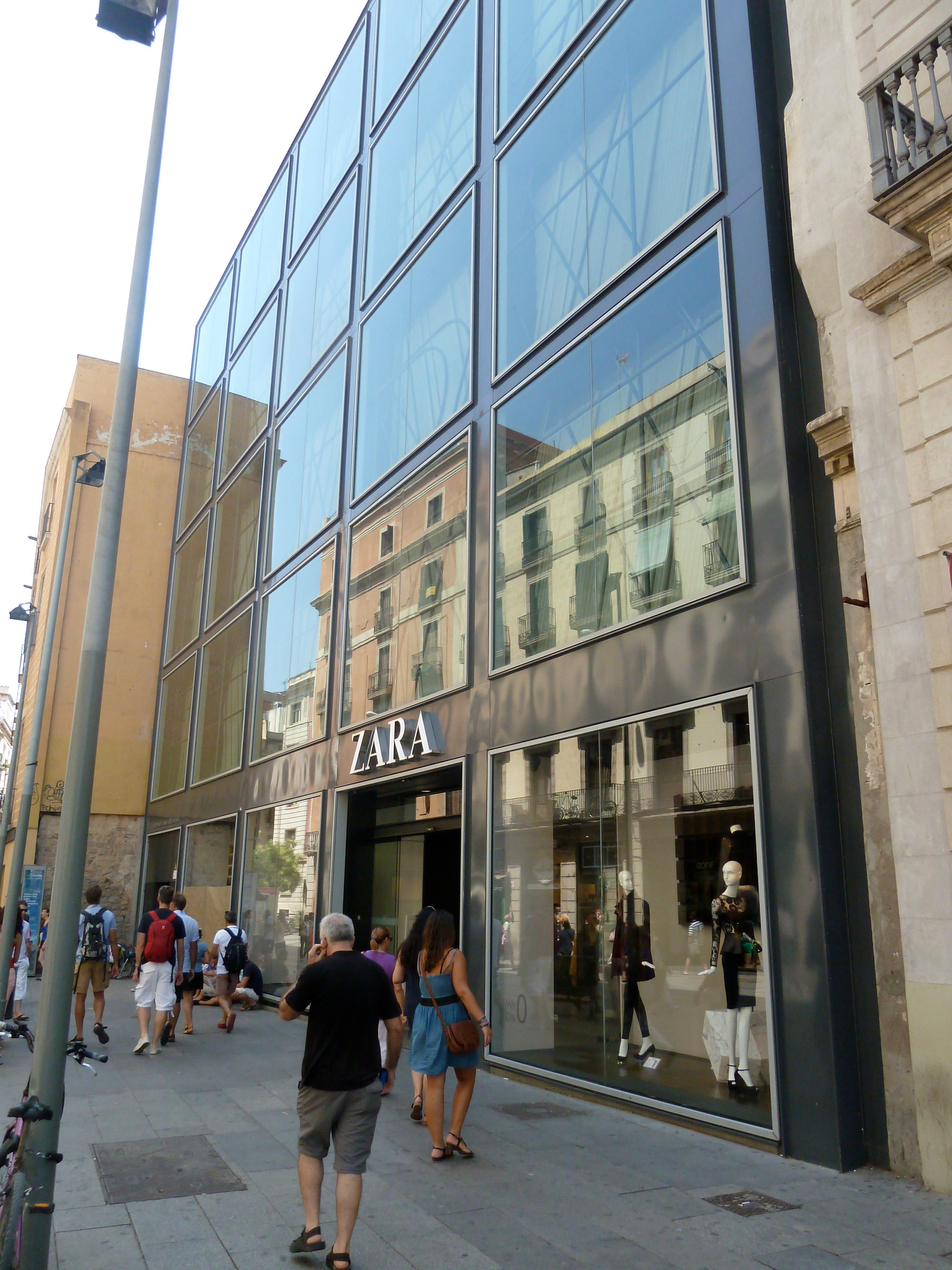
Botiga Zara a l'avinguda del Portal de l'Àngel

Segons el Cadastre de 1716, la finca pertanyia a Josep de Peguera i Rialp, que la tenia llogada. El 1780, el seu net Joan Antoni de Peguera i Baillet (1755-1837) va demanar permís per obrir-hi una porta de botiga i una altra de veïns, així com una finestra al segon pis, i novament el 1785 per a fer tres balcons al primer pis. Aquest any es va casar amb Maria Eulàlia de Fluvià i de Berart, filla dels barons d'Esponellà, el 1829, un cop enviudat, es va casar en segones noces amb Miquela de Borràs i de Valls. Va morir el 1837 sense descèndencia, i el seu extens patrimoni va passar a mans del seu nebot Josep Maria de Càrcer i de Peguera (1779-1844), casat amb Josepa de Falguera i de Pastors.
L'hereu fou Ramon de Càrcer i de Falguera (1809-1868), casat amb Escolàstica d'Amat i Amat, filla del marquès de Castellbell i Castellmeià. El casal i el títol foren heretats pel seu fill Joaquim de Càrcer i d'Amat (1835-1923), que el 1874 o 1875 va demanar permís per a fer una rampa a la vorera. Mort sense descendència, el succeí la seva neboda Dolors de Càrcer i de Ros (1867-1936), que cap al 1927 va fer enderrocar el casal, cedint terreny a la via pública. En el solar s'hi construí el Cine París, que va funcionar entre 1928 i 2007 i va acabar essent enderrocat per a construir-hi una botiga de roba de la cadena Zara (Grup Inditex).